# حدس وهمي
الحدس الوهمي هو عبارة عن مصطلح شائع في علم النفس يشير إلى فكرة أو اعتقاد يبدو، عندما يتم التعبير عنه في المجتمع أو كما هو معتاد في المواقع الطبية، مستحيلاً أو غير محتمل بشكل صارخ، حيث لا يكون للعلاقات الدلالية للموضوعات في إطار محتوى الكلام أي أساس في الواقع، أي أنه يتعلق بفكرة وهمية. وهذا النوع من الوهم في السياق الحدسي عبارة عن تجربة للحدس المزيف، حيث يمر الشخص بتجربة تشبه الحدس، إلا أن التجربة ترتقي لمستوى الوهم. كما يوصف هذا الوهم كذلك على أنه فطري.

## الوصف
هذا الوصف للظاهرة النفسية، التي تتم ملاحظتها في شكل التعبير في إطار السلوك بشكل غير طبيعي، ويتم بثها في الكلام غير العادي، تتم ترجمته من المصطلح الألماني «الأوهام الفطرية» (German Wahneinfall). والمصطلح "Wahn" تشيع ترجمته بشكل خاص بالنزوة أو الرأي الزائف أو الوهم والهلوسة.
وهو عبارة عن مصطلح يتعلق بمجالات الطب النفسي وعلم النفس، يصف التعبير عن الفكرة (الأفكار) التي لا يكون لها أي أساس واضح في الاستدلال. ويحدث فهم الظواهر بدرجة تكرار تشبه بشدة التعبير عن الحدوث التلقائي لفكرة ملهمة، تنشأ من البداية،, وتترجم إلى وسيلة وهمية مع إدانة «التنوير الفوري» (Leon et al 1989) والذي يحدث كهذيان فوري كما هو معروف وبشكل متكامل في الحالة الفعلية. والوهم باعتباره فطري في هذا السياق يعرف باسم الأساسي (ياسبرس 1963).

## الحدوث
يظهر وصف هذا الوهم في المواقع الطبية كوصف للعرض الطبي للمرض الذهاني المعروف باسم الفصام، وهو مشهور في الوسط على أنه عرض من التصنيف الأول. وفي بعض الأحيان، يحدث التفكير الوهمي نتيجة مزاج وهمي مسبق ([[Fish 1985). وحسب رواية كلاوس كونراد (Klaus Conrad) في عام 1958، grātia gratiam parit، فإن الوهم يحدث كتطور ثانٍ لتفكير وهمي سابق.